# 多數制
多數制（英語：Plurality voting system），常應用於行政首長的選舉之中。相對於比例代表制，亦是三權分立體制中議會選舉中分配議席的方法之一，因此又稱多數代表制（英語：Majoritarian Representation）。

## 概要
多數制的原則是「勝者全取」，如甲黨於勝選區得票10,000，乙黨得票9,999，就算甲乙兩黨僅相差1票，甲黨仍取得選區的所有議席。選區可以有單一議席或者多個議席，流行於英美兩國，作為議會選舉中分配議席的方法。台灣亦正由複數選區單記不可讓渡制轉向單一選區兩票並立制，即一种偏向于多數制但也结合了比例代表制的混合制度。
在美國總統選舉中，某候选人只要在一州取得多數，即可囊括該州全部選舉人票，除緬因、內布拉斯加州部份保留給眾議院選區得票情形外，其餘均「勝者全取」（Winner-take-all）。美國國會選舉，參議院和眾議院皆採取「勝者全取」。
根據杜瓦傑理論（Durverger's Law），多數制有利形成兩黨制，且小黨將被排除執政的可能，但可能加入联合政府。而可能會因為沒有政黨取得穩定的多數，使得小黨可以加入聯合政府的可能。不過在某些情況下情勢有可能改變。

## 種類
一般政治學分類上，依照法律規定當選或表決所需之票數門檻，概分成相對多數（Relative Plurality）和絕對多數（Absolute Majority）。

### 相對多數制
相對多數制即是不論票數多少，得票最多的候選人便可當選。這是很多採用多數制選舉國家和地區所使用的方法。可分為：
單一選區相對多數決制（Plurality with Single-Member-District System，Plurality-SMD）
在單一選區中，選民只需投票一次，並採領先者當選（First Past the Post，FPTP）。
優點是執行方便。缺點是在小選區制如果有多於兩位候選人競選時，一位得不到大多數選民支持的候選人也可以單靠得票比其他候選人多而當選（亦可能總得票最多但是未獲得多數席次），議會制國家採取相對多數制，如 英国、 加拿大、 印度、 马来西亚、 新加坡。
部分國家的總統選舉採取相對多數制，如墨西哥、菲律賓、中華民國、大韓民國等。具體例子是2000年中華民國總統選舉，中國國民黨籍連戰和無黨籍宋楚瑜的主要支持群重疊，導致泛藍選票分散，於是在野民主進步黨籍陳水扁以不足40%的得票率當選第十任中華民國總統，實現首次政黨輪替。2018年中華民國直轄市長及縣市長選舉中，民進黨提名姚文智競選台北市長，原先支持現任台北市長柯文哲的部分泛綠選民們轉而支持姚文智，使得柯文哲的票數減少，並最終以僅41%的得票率、0.25%的优势險勝國民黨提名的候選人丁守中。1987年大韓民國總統選舉，在野黨候選人金大中、金泳三、金鍾泌的主要支持群重疊，導致選票分散，於是執政黨候選人盧泰愚以不足40%的得票率當選第十三任大韓民國總統。
假設某一次選舉會產生100名議員：
| 多數制       | 政黨A | 政黨B | 政黨C | 政黨D |
| ------------ | ----- | ----- | ----- | ----- |
| 政黨票數比例 | 25%   | 5%    | 40%   | 30%   |
| 總席次       | 19    | 4     | 55    | 22    |

多數制下，政黨C以40%的選票獲得55%的席次，可以單獨執政。
複數選區相對多數決制（Plurality with Multimember-District System，Plurality-MMD）
在複數選區中，選民可單記、連記候選人，以相對多數決定當選者。例如單記不可讓渡投票制、连记投票。但有容易衍生出激進候選人的問題。

### 絕對多數制
絕對多數制指候選人需要得到指定的票數方可當選，門檻在設定上須達有效票之過半數、三分之二、四分之三或五分之四等多數，亦可以是更高的比例或數字，因此又稱「特別多數決」（Special Majority）。以選舉的制度來說，可以區分為：
两轮选举制（Two-round system）
首輪投票中擇得票最多的兩人，進入二輪決選，以得票過半數者當選
法國的選舉都是採用本制。
多輪絕對多數制（Exhaustive ballot）
義大利總統、歐洲議會議長、奧林匹克運動會舉辦城市的選舉都是採用本制。此制以逐一淘汰末尾候選人的方式進行，如果在選舉中沒有候選人的得票過半，則淘汰得票最少的候選人，再進行下一輪投票，直至其中一位候選人得到過半數選票為止。在小黨林立的國家，這套制度往往會令選舉結果懸而未決，選民需要多輪投票方能選出當選人，此情況打擊選民的投票意欲。此種投票制度不適合大型選舉，因為可能導致過多輪選舉的進行，而付出的制度成本高昂。與此原則類似但不需要多次投票的方法有「選擇投票制」，該方式只用一張選票預先依喜好排出候選人次序，再以多輪點票的方式產生獲得絕對多數支持的當選人，省去了多輪投票的麻煩。
選擇投票制（Alternative Vote，AV）
優點是保證當選人是得到多數選民支持的候選人。缺點是在多於兩位候選人的選區中，往往沒有人能夠達到過半票數，無法一次就得出結果，而可能使得票最多者反而無法當選，因為得票次高者在第二輪計票會因其他對手的轉移選票而最終當選，如澳大利亞工黨候選人在首輪投票因為綠黨等小政黨的選票轉移而當選，儘管自由黨在首輪投票取得最多的選票。
絕對多數制在議會中，有指在議會取得三分之二、四分之三或五分之四等絕對多數，該政黨可以強行通過一些具爭議性的法案，甚至修改現行憲法。

## 其他
條件多數決（Qualified Majority）
同字面上，為設定條件的多數決，例如上述有效票三分之二、四分之三或五分之四等多數，以及設定有效票門檻，或須達雙重條件或者其他附加條件才有效的「雙重多數決」（Double Majority）。
單純多數決（Simple Majority）
又稱「簡單多數決」，一般與相對多數決同義。但在美國、加拿大指不計算棄權及無效票，須達有效票的過半數，同絕對多數。